# El Carmen (Córdoba)
El Carmen es un barrio de la ciudad de Córdoba (España), perteneciente al distrito Centro. Está situado en zona norte del distrito. Limita al norte con el barrio de Valdeolleros; al este, con el barrio de Zumbacón-Gavilán; al sur, con el barrio de Ollerías; y al oeste, con el barrio de Campo de la Merced-Molinos Alta.

## Monumentos y lugares de interés
- Convento de San Cayetano